# Richard Siedhoff
Richard Siedhoff (* 1987 in Weimar) ist ein deutscher Pianist und Komponist. Er wurde insbesondere als Begleiter von Stummfilmen bekannt.

## Leben und Beruf
Richard Siedhoff gewann als Sohn eines Gitarristen und Komponisten schon früh einen Einblick hinter Theaterkulissen und Konzertbühnen. Seit seinem siebten Lebensjahr erhielt er Klavierunterricht und erweiterte seine Fähigkeiten bereits im Jugendalter um die Kunst der Improvisation. Er studierte Musikwissenschaft und Kulturmanagements an den Musikhochschulen in Weimar und Leipzig und arbeitete zeitweise als Cutter. Während des Studiums gewann die Beschäftigung mit Stummfilm und Stummfilmmusik eine immer größere Bedeutung.
Erste Erfahrungen in der Live-Begleitung eines Stummfilms machte er 2007 im Weimarer Kino Mon Ami mit Metropolis (1927) von Fritz Lang. Im selben Jahr begleitete er noch La Passion de Jeanne d’Arc (1928) und zwei Monate später The Cameraman (1928) von Buster Keaton – beide im Lichthaus-Kino Weimar. Neben vielen kleinen Veranstaltungen, zu denen er gern mit seinem mobilen 16-mm-Kino und Filmkopien aus seiner umfangreichen Sammlung anreist, gastiert er regelmäßig auf den „Internationalen Stummfilmtagen Bonn“, im Filmmuseum München, im Zeughauskino Berlin, in der Blackbox im Filmmuseum Düsseldorf und zahlreichen Stummfilmevents im In- und Ausland. Einige seiner Musiken hat er bereits für DVD-Veröffentlichungen eingespielt. Er tritt auf Festivals in der Schweiz, Österreich, Italien, Schottland, Thailand, Südkorea und China auf. Richard Siedhoff ist Hauspianist im Lichthaus-Kino, dessen Stummfilmprogramm er kuratiert. Zudem ist er Mitbegründer und Mitkurator der seit 2019 jährlich im Rahmen des Kunstfestes Weimar stattfindenden Weimarer Stummfilm-Retrospektive.
Neben den Klavierkompositionen und -improvisationen für die Stummfilmkonzerte schreibt Siedhoff auch vermehrt Filmmusiken für Kammerensemble und Orchester. Er hat bis heute weit mehr als 300 stumme Filmklassiker mit eigenen Kompositionen und konzipierten Improvisationen sowie einigen adaptierten Originalmusiken begleitet.

## Schriften
- Der müde Tod, Lichthaus GmbH, Weimar, 4. Sep 2021
- Der Gang ins Kino. Von der Musikalität früher Filme, Mitteldeutsches Magazin Nr. 1, Jg. 2021 (online)

## Stummfilmmusik-Kompositionen für Orchester
- Der Gang in die Nacht (1921), Ries & Erler, Berlin 2017[2]
- Der letzte Mann (1924), Ries & Erler, Berlin 2018[3]
- Messter-Wochenschau von 1919: Die Deutsche Nationalversammlung in Weimar, Eigenverlag, Weimar 2019[4]
- Beethoven (1927) Eigenverlag, Weimar 2020[5]
- Das Geheimnis der Marquise (1921), Eigenverlag, Weimar 2021[6]
- Der müde Tod (1921), Eigenverlag, Weimar 2021[7]
- Brüder (1929), Eigenverlag, Weimar 2022[8]

## Filmmusik-Bearbeitungen
- Der Golem, wie er in die Welt kam (1920) Ries & Erler, Berlin 2020

## Filmografie
- Der Gang in die Nacht, belleville, München 2018

## Auszeichnungen
- 2020 Deutscher Stummfilmpreis für seine Rekonstruktion der sinfonischen Originalmusik zu „Der Golem, wie er in die Welt kam“[9]
- 2021 Composer in Residence des Metropolis Orchesters Berlin.